# 렌티구

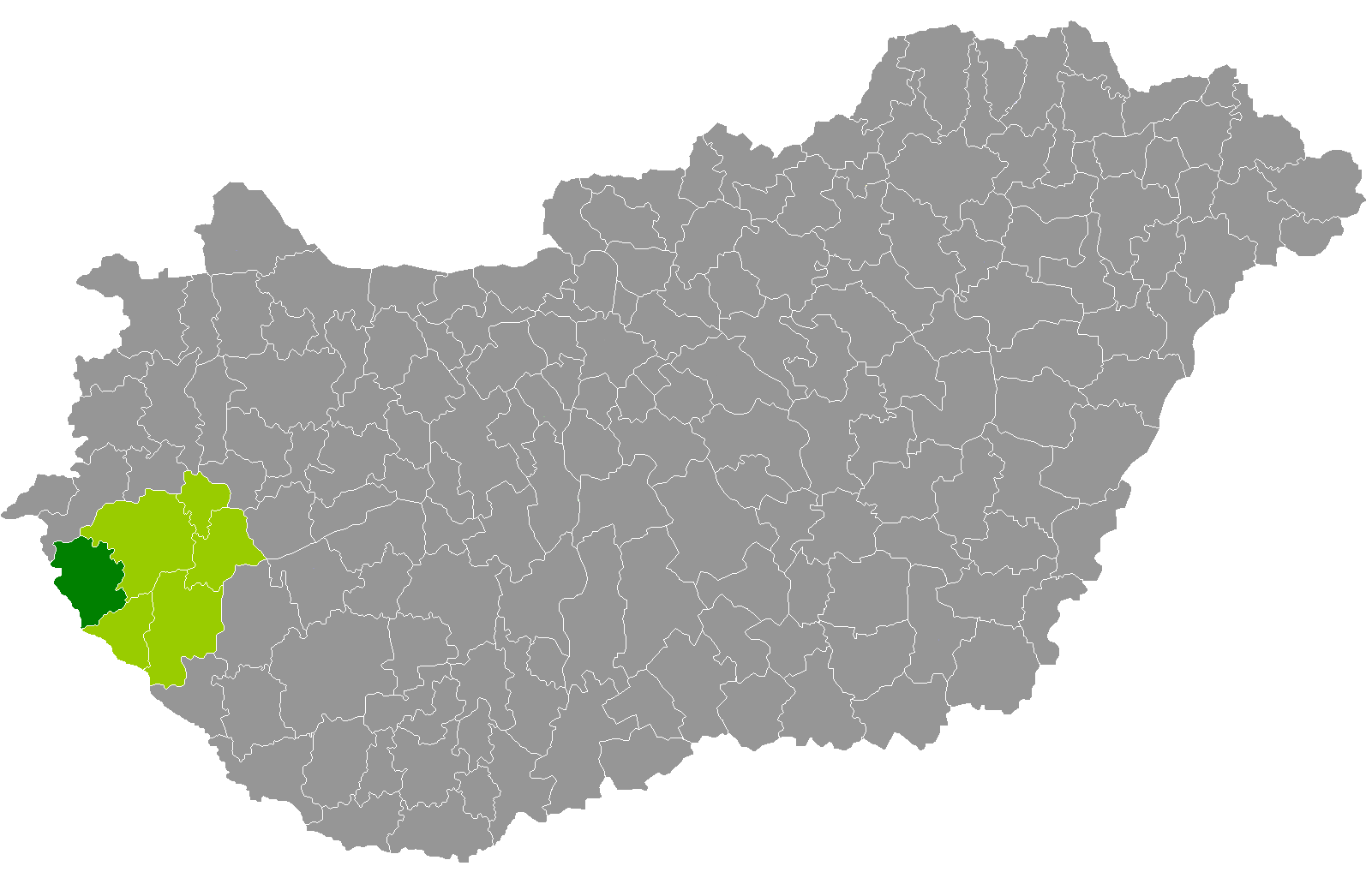
절러주 지도에 표시된 렌티구의 위치

렌티구(헝가리어: Lenti járás)는 헝가리 절러주에 위치한 구로 구청 소재지는 렌티이며 면적은 624.12km2, 인구는 19,789명(2011년 기준), 인구 밀도는 32명/km2이다.
북쪽으로는 버시주 쾨르멘드구, 동쪽으로는 절레에게르세그구, 남쪽으로는 레테네구와 접하며 서쪽으로는 슬로베니아와 국경을 접한다. 48개 지방 자치체(1개 시, 47개 마을)를 관할한다.

구 문장